# 広島市立広島中等教育学校
広島市立広島中等教育学校（ひろしましりつひろしまちゅうとうきょういくがっこう）は、広島県広島市安佐北区三入東一丁目にある公立中等教育学校。2014年4月1日に開校した。広島県では最初の中等教育学校中高一貫校である。略称は「市広（いちひろ）」。
前身は広島市立安佐北中学校・高等学校（ひろしましりつ あさきたちゅうがっこう・こうとうがっこう）。

## 概要
将来、グローバル社会でリーダーとして人々の幸福に貢献できる人物を育成することを目標としている。
リーダーシップ教育、伝統文化の継承・品格の育成、知的探究活動、コミュニケーション能力の育成を目指す、立志（LISI）プロジェクトを推進している。
6年間の教育活動を3つのステージに分けている。ファーストステージ（1・2年生）、セカンドステージ（3・4年生）、ファイナルステージ（5・6年生）。
学力・進学力の向上に関しては、「少人数クラス編成」、前期課程（中学校相当）から後期課程（高校相当）の授業を前倒しで実施、習熟度別授業、補習授業を特色としている。

## 学科・コース
- 中等教育学校前期課程（1〜3年）
- 中等教育学校後期課程（4〜6年）
  - 全日制課程普通科

## 沿革
- 2013年12月1日 - 広島市立広島中等教育学校開設
- 2014年4月1日 - 広島市立広島中等教育学校開校
- 2014年4月6日 - 開校式・第1回入学式
- 2020年3月1日 - 第1回卒業式

## 部活動
- 陸上競技部
- サッカー部
- テニス(硬式)部
- バドミントン部
- 剣道部
- バレーボール部
- 卓球部
- バスケットボール部
- 野球部（前期課程は軟式・後期課程は硬式）
- 吹奏楽部
- 演劇部
- 美術･陶芸部
- 情報科学部
- 茶･華道部
- 放送部
- 書道部
- 囲碁･将棋部
- 外国語部

## 制服
冬服
ブレザー。防寒具としてコートやウィンドブレーカーの着用も可能である。女子生徒はリボン、男子生徒はネクタイの着用が義務付けられている。ステージの区別は、ブレザーにつける校章とリボン・ネクタイの色（ファーストステージは緑、セカンドステージは紺、ファイナルステージは赤）で行われる。
夏服
女子生徒はブラウス、男子生徒はカッターシャツであり、半袖と長袖が選択できる。リボンやネクタイは着用しない。
2017年より3年生以上は制服の移行期間が廃止され、気温や体調等によって冬服、夏服を自由に選択できる。
2021年より生徒の声でポロシャツが追加された。

## 年間行事
- 4月
  - 入学式
  - オリエンテーション研修：入学後の最初の土曜日に、新4年生が企画運営を行う。学習アドバイスや、親睦を深める行事を行う。
  - 校外学習：4月にLISIプロジェクトの一環として各学年に分かれて校外学習を行う。1年生と4年生は、一緒にグループ別で長距離歩行」を行う。2年生は平和ガイドボランティアの事前学習として「平和公園フィールドワーク」を行う。3年生は宮島で「伝統文化フィールドワーク」を行う。5年生は「呉地区フィールドワーク」を行う。6年生は生徒が目的地を決める。
- 5月
  - 第1回オープンスクール：3年生の生徒が企画・準備・運営をすべて行う。
- 7月
  - 昇陽祭：文化祭の意味。各学年ともLISIプロジェクトの発表のほか、探究発表やクラス（学年）企画を行う。
  - 夏季補習・夏季学習会：希望者対象の補習の他、成績不振者対象の指名補習も実施される。
- 8月
  - 東京大学・京都大学・九州大学オープンキャンパス研修：2年生以上の希望した生徒が教師の引率のもとでオープンキャンパスに参加する。大学プログラムの他、OB、OGとの交流もある。
- 9月
  - 体育祭：中高一貫校の特色を生かした競技も行われるが学年単位で行う競技もある。ファーストステージ生は縦割りで「ライジングソーラン」を演じる。
- 10月
  - 海外修学旅行（5年）：オーストラリアで7泊8日で行う。
  - 第2回オープンスクール兼選抜説明会
  - インターンシップ（2年）：職場体験。成果はパワーポイントでまとめ、プレゼンテーションを行う。
  - 広大訪問（3年）
- 12月
  - 合唱祭：学年を超えた縦割りクラスで合唱を行う。
  - イングリッシュキャンプ（3年）：ブリティッシュヒルズでの3泊4日の英語合宿
- 1月
  - 伝統文化学習（上田宗箇流茶道学習）（2年）
- 2月
  - 百人一首大会：校内のセミナーハウス「昇陽館」にて行われる。
- 3月
  - 球技大会
  - 探究活動発表会：探究的な取組について各学年の優秀発表を行う。
  - ステージ修了式：各ステージの修了時に行う。

### イングリッシュキャンプ（3年生・12月）
3泊4日の日程で、専門研修施設ブリティッシュヒルズでALL ENGLISHの生活を行う。

### 海外修学旅行（5年生・10月）
7泊8日の日程で、オーストラリアのブリスベン・シドニーで行う。
ホームステイを行い、現地校に通学の高校へ通学する。
現地校ではバディの生徒と交流を深める。
LISIプロジェクトの集大成として位置づけられており、日本文化の発信や平和交流なども行う。
最終日はシドニー自由研修を行う。
しかし、近年は、新型コロナウイルスの影響により、国内での修学旅行となっている。

## LISIプロジェクト
Leadership　Identity　Search　International　の先頭の文字を用いてLISI（立志）プロジェクトという。
開校時より教育の柱となっている。
Leadership　縦割り活動を重視したLeadership育成を行う。
Identity　茶道などを通じて日本人としての意識を高める。
Search　低学年より仮説設定や論理的に検証する方法の学習を行い4年生で全員が論文を作成する。
International　国際理解教育を重視する。海外との交流も盛んである。
　　　　　　　令和元年よりALT3人体制となっている。

## 英語多読（ER）
1年生から3年生まで週1時間程度実施される。英語の本を辞書なしで読む学習法。最初は絵本から始めて、絵からストーリーを想像することで英文を理解していく。英語を日本語に訳さずに理解することが目標。

## いちひろ探究活動
3年生の1月から4年生の終わりまでの約1年間をかけて、各自が設定したテーマを研究する。成果は論文にまとめるとともにパワーポイントを用いて発表する。

## 学校生活
2学期制であり、前期を1セメスター、後期を2セメスターと呼称する。